# Brussels Airport-Zaventem
Brussels Airport-Zaventem (niderl. Station Brussels Airport-Zaventem, fr. Gare de Bruxelles-Aéroport-Zaventem, dawniej Brussel-Nationaal-Luchthaven) – stacja kolejowa w Zaventem, w prowincji Brabancja Flamandzka, w Belgii. 
Obsługuje Port lotniczy Bruksela i znajduje się na linii 36C Y Zaventem - Y Machelen-Noord.

## Historia
Stacja została otwarta w 1958 roku w ramach dawnego budynku lotniska. Dawny dworzec został zbudowany wzdłuż linii kolejowej zbudowanej w 1943 roku 36 Bruksela - Liège.
Wraz z otwarciem nowego wyjazdu w 1994 roku otwarto nowy podziemny dworzec w 1998 roku w ramach obecnego wyjazdu. Pasażerowie przybywają na poziomie -1 i mogą natychmiast przedostać się na wyższe poziomy.
W 2005 roku łącznica na stacji Nossegem została zbudowana na linii 36. Umożliwi to bezpośrednio kursy pociągów z lotniska do Leuven.

## Linie kolejowe
- 36C Y Zaventem - Y Machelen-Noord